# Théorème de Pappus
Ne doit pas être confondu avec Théorème de Pappus-Guldin.

Configuration de Pappus : Dans l'hexagone AbCaBc, où les points A, B, C, d'une part et a, b, c d'autre part, sont alignés, les points X, Y, Z le sont aussi.

Le théorème de Pappus est un théorème de géométrie concernant l'alignement de trois points : si on considère trois points alignés A, B, C et trois autres points également alignés a, b, c, les points d'intersection des droites (Ab)-(Ba), (Ac)-(Ca), et (Bc)-(Cb) sont également alignés.
Il s'agit fondamentalement d'un théorème de géométrie projective plane qui possède plusieurs déclinaisons en géométrie affine. En géométrie projective il s'énonce uniquement en termes d'alignements de points et d'intersections de droites, et se démontre dans n'importe quel plan projectif construit sur un corps commutatif. En géométrie affine, il peut se démontrer à l'aide du théorème de Ménélaüs.
Dans une approche axiomatique de la géométrie projective, il peut être pris comme axiome et caractérise alors, parmi les plans vus comme structure d'incidence, ceux qui peuvent être construits sur un corps commutatif, de même en géométrie affine pour l'avatar affine du théorème de Pappus (voir plan affine arguésien). Il a pour conséquence l'axiome de Desargues qui se déduit des axiomes d'incidence et de l'axiome de Pappus par le théorème de Hessenberg.
Il s'agit d'un cas particulier d'hexagramme de Pascal.
Il est nommé ainsi en l'honneur du mathématicien grec Pappus d'Alexandrie.

## Énoncé du théorème

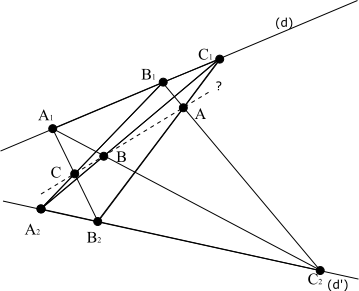
Théorème de Pappus

Dans un plan, soient {\displaystyle A_{1}}, {\displaystyle B_{1}}, {\displaystyle C_{1}} trois points distincts alignés sur une droite {\displaystyle (d)} , et soient {\displaystyle A_{2}}, {\displaystyle B_{2}}, {\displaystyle C_{2}} trois autres points distincts alignés sur une autre droite {\displaystyle (d^{\prime })} alors les points 
- {\displaystyle A} intersection de {\displaystyle (B_{2}C_{1})} avec {\displaystyle (C_{2}B_{1})}
- {\displaystyle B} intersection de {\displaystyle (A_{2}C_{1})} avec {\displaystyle (C_{2}A_{1})}
- {\displaystyle C} intersection de {\displaystyle (A_{2}B_{1})} avec {\displaystyle (B_{2}A_{1})}

sont alignés.
Il s'agit d'un théorème de géométrie projective donc les points considérés peuvent être propres ou impropres.
Dans le cas où tous les points sont propres, on obtient une configuration du type ci-contre.

### Remarques
Si l'on note {\displaystyle (\Delta )} la droite portant les points A,B,C, alors les assertions suivantes sont équivalentes (en géométrie projective) :
- les trois droites {\displaystyle (d)}, {\displaystyle (d^{\prime })} et {\displaystyle (\Delta )} sont concourantes ;
- les trois droites {\displaystyle (A_{1}A_{2}),(B_{1}B_{2}),(C_{1}C_{2})} sont concourantes ;
- les six droites « croisillons » {\displaystyle (B_{2}C_{1})} {\displaystyle (C_{2}B_{1})} {\displaystyle (A_{2}C_{1})} {\displaystyle (C_{2}A_{1})} {\displaystyle (A_{2}B_{1})} {\displaystyle (B_{2}A_{1})} sont tangentes à une même conique.
- Les deux droites {\displaystyle (d)} et {\displaystyle (d^{\prime })} peuvent être considérées comme une conique dégénérée: pour l'hexagramme {\displaystyle A_{1}B_{2}C_{1}A_{2}B_{1}C_{2}}, le théorème de Pappus-Pascal affirme l'alignement des points {\displaystyle A}, {\displaystyle B} et {\displaystyle C}.

## Démonstration à l'aide des applications projectives

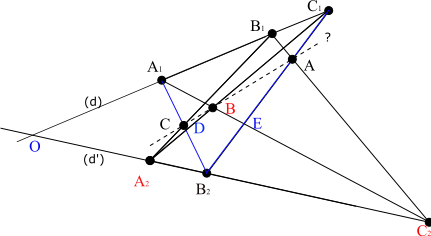
Démonstration du théorème

On construit les points O intersection de (d) et (d'), D intersection de {\displaystyle (A_{1}B_{2})} et {\displaystyle (A_{2}C_{1})} et E intersection de {\displaystyle (A_{1}C_{2})} et {\displaystyle (C_{1}B_{2})}
On considère la projection centrale p de la droite {\displaystyle (A_{1}B_{2})} sur la droite (d) de centre {\displaystyle A_{2}}
- {\displaystyle A_{1}} a pour image {\displaystyle A_{1}}
- C a pour image {\displaystyle B_{1}}
- D a pour image {\displaystyle C_{1}}
- {\displaystyle B_{2}} a pour image O

On considère la projection centrale q de la droite (d) sur la droite {\displaystyle (B_{2}C_{1})} de centre {\displaystyle C_{2}}
- {\displaystyle A_{1}} a pour image E
- {\displaystyle B_{1}} a pour image A
- {\displaystyle C_{1}} pour image {\displaystyle C_{1}}
- O a pour image {\displaystyle B_{2}}

Par l'application projective q o p de la droite {\displaystyle (A_{1}B_{2})} sur la droite {\displaystyle (B_{2}C_{1})}
- {\displaystyle A_{1}} a pour image E
- C a pour image A
- D a pour image {\displaystyle C_{1}}
- {\displaystyle B_{2}} a pour image {\displaystyle B_{2}}

Si on regarde maintenant la projection centrale r de la droite {\displaystyle (A_{1}B_{2})} sur la droite {\displaystyle (B_{2}C_{1})} de centre B
- {\displaystyle A_{1}} a pour image E
- D a pour image {\displaystyle C_{1}}
- {\displaystyle B_{2}} a pour image {\displaystyle B_{2}}

Or, une application projective d'une droite sur une autre est entièrement déterminée par l'image de trois points distincts. Les transformations q o p et r coïncident sur {\displaystyle A_{1}}, D et {\displaystyle B_{2}}. Elles sont donc égales et {\displaystyle r(C)=A}. Les points A, B et C sont donc alignés.

## Démonstration en géométrie affine par lethéorème de Ménélaüs

Démonstration du théorème de Pappus à l'aide de Ménélaüs

Le théorème a plusieurs avatars affines qui se déduisent chacun de la version projective par choix d'une droite à l'infini. On suppose ici comme ci-dessus que les 2 triplets de points distincts ({\displaystyle A_{1}}, {\displaystyle B_{1}}, {\displaystyle C_{1}}) d'une part, ({\displaystyle A_{2}}, {\displaystyle B_{2}}, {\displaystyle C_{2}}) d'autre part, sont chacun alignés sur deux droites distinctes. On ajoute comme condition que {\displaystyle (B_{2}C_{1})} et {\displaystyle (C_{2}B_{1})} sont sécantes (en A), ainsi que {\displaystyle (A_{2}C_{1})} et {\displaystyle (C_{2}A_{1})} (en B), et que {\displaystyle (A_{2}B_{1})} et {\displaystyle (B_{2}A_{1})} (en C). On en déduit par le théorème de Pappus que A, B et C sont alignés.
En voici une démonstration directe en géométrie affine, moyennant quelques conditions supplémentaires, à savoir que {\displaystyle (A_{2}B_{1})} et {\displaystyle (B_{2}C_{1})} sont sécantes en {\displaystyle J_{1}}, {\displaystyle (B_{2}C_{1})} et {\displaystyle (A_{1}C_{2})} en {\displaystyle L_{1}}, {\displaystyle (A_{2}B_{1})} et {\displaystyle (A_{1}C_{2})} en {\displaystyle K_{1}}.
Les trois points ainsi définis sont alors distincts et non alignés et définissent le triangle (en bleu sur la figure) {\displaystyle J_{1}K_{1}L_{1}}.
- la droite {\displaystyle (A_{1}C_{1})} intersecte les trois côtés du triangle en {\displaystyle A_{1}}, {\displaystyle B_{1}}, {\displaystyle C_{1}}
- la droite {\displaystyle (A_{2}C_{2})} intersecte les trois côtés du triangle en {\displaystyle A_{2}}, {\displaystyle B_{2}}, {\displaystyle C_{2}}
- la droite {\displaystyle (B_{1}C_{2})} intersecte les trois côtés du triangle en {\displaystyle B_{1}}, {\displaystyle A}, {\displaystyle C_{2}}
- la droite {\displaystyle (A_{2}C_{1})} intersecte les trois côtés du triangle en {\displaystyle A_{2}}, {\displaystyle B}, {\displaystyle C_{1}}
- la droite {\displaystyle (A_{1}B_{2})} intersecte les trois côtés du triangle en {\displaystyle A_{1}}, {\displaystyle C}, {\displaystyle B_{2}}

D'après Ménélaüs, ces alignements se traduisent par les égalités suivantes :
{\displaystyle {\frac {\overline {A_{1}K_{1}}}{\overline {A_{1}L_{1}}}}\times {\frac {\overline {B_{1}J_{1}}}{\overline {B_{1}K_{1}}}}\times {\frac {\overline {C_{1}L_{1}}}{\overline {C_{1}J_{1}}}}=1}
{\displaystyle {\frac {\overline {A_{2}J_{1}}}{\overline {A_{2}K_{1}}}}\times {\frac {\overline {B_{2}L_{1}}}{\overline {B_{2}J_{1}}}}\times {\frac {\overline {C_{2}K_{1}}}{\overline {C_{2}L_{1}}}}=1}
{\displaystyle {\frac {\overline {B_{1}K_{1}}}{\overline {B_{1}J_{1}}}}\times {\frac {\overline {AJ_{1}}}{\overline {AL_{1}}}}\times {\frac {\overline {C_{2}L_{1}}}{\overline {C_{2}K_{1}}}}=1}
{\displaystyle {\frac {\overline {A_{2}K_{1}}}{\overline {A_{2}J_{1}}}}\times {\frac {\overline {BL_{1}}}{\overline {BK_{1}}}}\times {\frac {\overline {C_{1}J_{1}}}{\overline {C_{1}L_{1}}}}=1}
{\displaystyle {\frac {\overline {A_{1}L_{1}}}{\overline {A_{1}K_{1}}}}\times {\frac {\overline {CK_{1}}}{\overline {CJ_{1}}}}\times {\frac {\overline {B_{2}J_{1}}}{\overline {B_{2}L_{1}}}}=1}

En multipliant membre à membre ces cinq égalités, il reste après simplification :
{\displaystyle {\frac {\overline {AJ_{1}}}{\overline {AL_{1}}}}\times {\frac {\overline {BL_{1}}}{\overline {BK_{1}}}}\times {\frac {\overline {CK_{1}}}{\overline {CJ_{1}}}}=1}
ce qui prouve d'après la réciproque de Ménélaüs l'alignement des trois points {\displaystyle A}, {\displaystyle B} et {\displaystyle C}.
Une démonstration analogue peut être faite, en modifiant les conditions supplémentaires, avec le triangle {\displaystyle J_{2}K_{2}L_{2}} (en rouge sur la figure). Dans ce cas, les trois droites {\displaystyle (B_{1}C_{2})}, {\displaystyle (A_{2}C_{1})} et {\displaystyle (A_{1}B_{2})} (en rouge sur la figure) échangent leur rôle avec les trois droites {\displaystyle (B_{2}C_{1})}, {\displaystyle (A_{1}C_{2})} et {\displaystyle (A_{2}B_{1})} (en bleu sur la figure).
On déduit la version projective du théorème de Pappus de cette version affine en choisissant judicieusement dans le plan projectif une droite à l'infini, pour se ramener au plan affine de façon à vérifier toutes les conditions du théorème démontré par Ménélaüs.

## Notions connexes
- Le théorème de Hessenberg fait le lien entre le théorème de Pappus et le théorème de Desargues.
- Théorème de Pappus affine dans le plan affine.
- L'hexagramme de Pascal dont la configuration de Pappus est une version dégénérée (la conique est une bidroite).
- Graphe de Pappus
- La configuration de Pappus est un exemple de dualité.

## Sources
- Leçons de géométrie projective de F. Enriqués
- Petite encyclopédie de mathématiques Ed. Didier
- Site où sont donnés de nombreux développements sur le théorème de Pappus : Merveilleux Pappus